# يوليان ريال
جوليان ريال (بالألمانية: Julian Real)‏ هو لاعب كرة الماء ألماني، ولد في 22 ديسمبر 1989 في أوبرهاوزن في ألمانيا.

## وصلات خارجية
- يوليان ريال على موقع أوليمبيديا (الإنجليزية)